# Plagiochila delavayi
Plagiochila delavayi là một loài rêu trong họ Plagiochilaceae. Loài này được Stephani mô tả khoa học đầu tiên.